# がんばれ!ベアーズ
『がんばれ!ベアーズ』（原題：The Bad News Bears）は、1976年に公開されたアメリカ映画、および同作品をもとにした同名のテレビドラマ（原題：The Bad News Bears）である。

## 作品解説
アメリカ西海岸の町にある、問題児ばかりを抱えた弱小少年野球チーム「ベアーズ」。そんなベアーズを、かつてマイナーリーグで活躍していたプールの清掃人・バターメイカーがひょんな事情から率いることになり、彼とチームメイトたちが奮戦しながら勝ち抜いていく姿を描いたコメディ作品。
ウォルター・マッソー、ヴィック・モロー、ジョイス・ヴァン・パタン、メンバー役でジャッキー・アール・ヘイリー、テータム・オニールなどが出演。

## 続編
続編は2本製作された。第2作は、1977年公開の『がんばれ!ベアーズ 特訓中』（原題：The Bad News Bears in Breaking Training）。そして最終作となる第3作は、1978年公開の『がんばれ!ベアーズ大旋風 -日本遠征-』（原題：The Bad News Bears Go to Japan）。第3作では日本が舞台となっており、日本側からは若山富三郎、アントニオ猪木、萩本欽一らがゲスト出演している。
2005年には、本作のリメイク版である『がんばれ!ベアーズ ニュー・シーズン』（原題：Bad News Bears）が公開された。

## キャスト
| 役名                   | 俳優                         | 日本語吹替   | 日本語吹替                          |
| 役名                   | 俳優                         | 日本テレビ版 | テレビ朝日版 （追加収録版）         |
| ---------------------- | ---------------------------- | ------------ | ----------------------------------- |
| モリス・バターメーカー | ウォルター・マッソー         | 左右田一平   | 藤岡琢也 （浦山迅）                 |
| アマンダ               | テイタム・オニール           | 麻上洋子     | よこざわけい子 （沢口千恵）         |
| ロイ・ターナー         | ヴィック・モロー             | 小林勝彦     | 田中信夫 （金尾哲夫）               |
| ボブ・ホワイトウッド   | ベン・ピアッツァ             | 富山敬       | 村越伊知郎 （伊藤栄次）             |
| ミス・クリーブランド   | ジョイス・ヴァン・パタン     | 高橋和枝     | 公卿敬子 （加納千秋）               |
| トビー・ホワイトウッド | デヴィッド・スタンボー       | 菅谷政子     | 塚田恵美子 （田村聖子）             |
| オギルビー             | アルフレッド・Ｗ・ラター     | 松金よね子   | 中川まり子 （松元恵）               |
| タナー・ボイル         | クリス・バーンズ             | 堀絢子       | 沢田和猫 （竹田小春）               |
| ケリー・リーク         | ジャッキー・アール・ヘイリー | 三ツ矢雄二   | 水島裕 （栗山浩一）                 |
| ルディ・スタイン       | デヴィッド・ポロック         | 塩屋翼       | 島田敏 （新垣樽助）                 |
| マイク・エンゲルバーグ | ゲイリー・リー・キャヴァナロ | 山本圭子     | 安西正弘 （朝倉栄介）               |
| アーメッド・ラヒム     | エリン・ブラント             | 野沢雅子     | 向殿あさみ （よのひかり）           |
| ティミー・ルーパス     | クイン・スミス               | 吉田理保子   | 三田ゆう子                          |
| レジー・タワー         | スコット・ファイアストン     |              | 佐久間あい                          |
| レジー氏               | ビル・ソレルズ               |              | 石森達幸                            |
| ジミー・フェルドマン   | ブレット・マークス           |              | 高木早苗                            |
| ホセ・アギラー         | ジェイミー・エスコベド       |              | 川地希久代                          |
| ミゲル・アギラー       | ジョージ・ゴンザレス         |              | 鈴木みえ                            |
| ジョーイ・ターナー     | ブランドン・クルス           |              | 朝井良江 （加藤悦子）               |
| ジル・ターナー         | シャリ・サマーズ             |              | 芝田清子 （水落幸子）               |
| 球審                   | ジョー・ブルックス           |              | 若本規夫                            |
| 塁審                   |                              |              | 龍田直樹                            |
| アナウンサー           |                              |              | 三枝みち子                          |
| 警官                   |                              |              | 若本規夫 （江川大輔）               |
| その他                 | N/A                          |              | 岡和男 山本龍馬 青木めい子 飯井啓子 |
|                        |                              |              |                                     |
| 演出                   | 演出                         |              | 春日正伸 （久保宗一郎）             |
| 翻訳                   | 翻訳                         |              | 木原たけし （山門珠美）             |
| 調整                   | 調整                         |              | 山田太平                            |
| 選曲                   | 選曲                         |              | 赤塚不二夫                          |
| 効果                   | 効果                         |              | PAG                                 |
| 制作                   | 制作                         |              | 東北新社 （東北新社）               |

- 日本テレビ版：初回放送1979年4月4日『水曜ロードショー』※DVD未収録。ベアーズの子供たちの吹き替えはほぼテレビドラマ版と同じである。
- テレビ朝日版：初回放送1982年5月2日『日曜洋画劇場』※パラマウントから発売されたDVDに、放送時にカットされた部分の追加収録を行い収録[3]。
- 日本語吹替は他に、玉川砂記子（アマンダ役）[4]、宗形智子が出演した機内上映版もある[5]。

## テレビドラマ
アメリカCBSが映画版と同じタイトルでテレビドラマ化。1979年3月24日から1980年7月26日まで2シーズン・全26話が放送された。
日本では、1979年10月5日から1980年3月28日まで日本テレビで放送。毎週金曜 18:00 - 18:30 （日本標準時）の放送で、二ヶ国語放送を行っていた。テーマ曲は、作詞：田中のぶ子 / 作曲：小田裕一郎 / 編曲：川口真 / 歌：マリリン（マリーン）の「青春カーニバル」。

### キャスト
- バターメーカー：ジャック・ウォーデン（富田耕生）
- アマンダ：トリシア・キャスト（土井美加）
- エンゲルバーグ：J・ブレナン・スミス（山本圭子）
- オギルビー：スパーキー・マルクス（松金よね子）
- ケリー：グレッグ・フォレスト（三ツ矢雄二）
- レジー：コリー・フェルドマン（堀絢子）
- アーメッド：クリストフ・セント・ジョン（野沢雅子）
- ルーパス：シェイン・バターワース（吉田理保子）
- タナー：ミーノ・ペルス（菅谷政子）
- ルディ：ビリー・ジャコビー（小宮和枝）
- ジョシュ：ラッド・デイリー（三ツ矢雄二）
- ラパント校長：キャサリン・ヒックス（鈴木弘子）
- ロイ・ターナー：フィリップ・R・アレン（羽佐間道夫）

| 日本テレビ 金曜18:00枠                                      | 日本テレビ 金曜18:00枠                              | 日本テレビ 金曜18:00枠                      |
| 前番組                                                      | 番組名                                              | 次番組                                      |
| ----------------------------------------------------------- | --------------------------------------------------- | ------------------------------------------- |
| 巨人の星 再放送（金曜） 【月曜 - 木曜の放送に縮小して継続】 | がんばれ!ベアーズ （1979年10月5日 - 1980年3月28日） | ムーの白鯨 （1980年4月4日 - 1980年9月26日） |

### 映画版
- The Bad News Bears (1976) - オールムービー（英語）
- Ganbare! Beâzu (1976) - IMDb（英語）
- がんばれ！ベアーズ - KINENOTE
- 映画 がんばれ！ベアーズ - allcinema

### テレビドラマ版
- The Bad News Bears (TV Series 1979–1980) - IMDb（英語）
- TV がんばれ！ベアーズ - allcinema